# أرمافير (روسيا)
أرمافير (بالروسية: Армавир) هي إحدى مدن روسيا في الكيان الفدرالي الروسي كراسنودار كراي.

## المناخ
يظهر الجدول التالي التغييرات المناخية على مدار السنة لأرمافير:
| البيانات المناخية لـأرمافير       | البيانات المناخية لـأرمافير | البيانات المناخية لـأرمافير | البيانات المناخية لـأرمافير | البيانات المناخية لـأرمافير | البيانات المناخية لـأرمافير | البيانات المناخية لـأرمافير | البيانات المناخية لـأرمافير | البيانات المناخية لـأرمافير | البيانات المناخية لـأرمافير | البيانات المناخية لـأرمافير | البيانات المناخية لـأرمافير | البيانات المناخية لـأرمافير | البيانات المناخية لـأرمافير |
| الشهر                             | يناير                       | فبراير                      | مارس                        | أبريل                       | مايو                        | يونيو                       | يوليو                       | أغسطس                       | سبتمبر                      | أكتوبر                      | نوفمبر                      | ديسمبر                      | المعدل السنوي               |
| --------------------------------- | --------------------------- | --------------------------- | --------------------------- | --------------------------- | --------------------------- | --------------------------- | --------------------------- | --------------------------- | --------------------------- | --------------------------- | --------------------------- | --------------------------- | --------------------------- |
| الدرجة القصوى °م (°ف)             | 16.7 (62.1)                 | 23.6 (74.5)                 | 31.0 (87.8)                 | 36.8 (98.2)                 | 35.1 (95.2)                 | 39.8 (103.6)                | 40.5 (104.9)                | 41.1 (106.0)                | 40.0 (104.0)                | 36.3 (97.3)                 | 26.6 (79.9)                 | 21.1 (70.0)                 | 42.0 (107.6)                |
| متوسط درجة الحرارة الكبرى °م (°ف) | 2.2 (36.0)                  | 3.8 (38.8)                  | 9.6 (49.3)                  | 17.8 (64.0)                 | 23.0 (73.4)                 | 26.9 (80.4)                 | 30.0 (86.0)                 | 29.5 (85.1)                 | 24.4 (75.9)                 | 17.3 (63.1)                 | 10.2 (50.4)                 | 4.4 (39.9)                  | 16.7 (62.1)                 |
| المتوسط اليومي °م (°ف)            | −2.2 (28.0)                 | −1.1 (30.0)                 | 3.6 (38.5)                  | 11.2 (52.2)                 | 16.5 (61.7)                 | 20.3 (68.5)                 | 23.1 (73.6)                 | 22.5 (72.5)                 | 17.3 (63.1)                 | 10.9 (51.6)                 | 5.0 (41.0)                  | 0.3 (32.5)                  | 10.7 (51.3)                 |
| متوسط درجة الحرارة الصغرى °م (°ف) | −5.4 (22.3)                 | −4.4 (24.1)                 | −0.5 (31.1)                 | 5.8 (42.4)                  | 10.6 (51.1)                 | 14.2 (57.6)                 | 16.7 (62.1)                 | 16.1 (61.0)                 | 11.6 (52.9)                 | 6.3 (43.3)                  | 1.7 (35.1)                  | −2.6 (27.3)                 | 5.9 (42.6)                  |
| أدنى درجة حرارة °م (°ف)           | −33.2 (−27.8)               | −30.6 (−23.1)               | −24.4 (−11.9)               | −9.0 (15.8)                 | −2.6 (27.3)                 | 1.5 (34.7)                  | 7.8 (46.0)                  | 4.4 (39.9)                  | −3.4 (25.9)                 | −9.6 (14.7)                 | −24.1 (−11.4)               | −28.0 (−18.4)               | −33.2 (−27.8)               |
| الهطول مم (إنش)                   | 35.2 (1.39)                 | 31.0 (1.22)                 | 36.1 (1.42)                 | 47.8 (1.88)                 | 70.5 (2.78)                 | 81.0 (3.19)                 | 57.4 (2.26)                 | 56.9 (2.24)                 | 44.5 (1.75)                 | 53.5 (2.11)                 | 47.9 (1.89)                 | 40.7 (1.60)                 | 602.7 (23.73)               |
| متوسط أيام هطول الأمطار           | 11.3                        | 9.8                         | 11.1                        | 11.3                        | 11.9                        | 11.3                        | 9.0                         | 8.9                         | 8.4                         | 9.7                         | 10.7                        | 11.6                        | 124.8                       |
| ساعات سطوع الشمس الشهرية          | 94                          | 113                         | 156                         | 191                         | 255                         | 280                         | 310                         | 286                         | 229                         | 174                         | 109                         | 79                          | 2٬276                       |
| المصدر: climatebase.ru            |                             |                             |                             |                             |                             |                             |                             |                             |                             |                             |                             |                             |                             |

## توأمة
لأرمافير (روسيا) اتفاقيات توأمة مع كل من:
- أرمافير
- غوميل (26 نوفمبر 2009 - )

## أعلام
- فلاديمير بيكالوف
- ناتالي غيويا
- نيكيتا سيمونيان